# District Nord (Tainan)
Pour les articles homonymes, voir District Nord.
Le district Nord (chinois traditionnel : 北區 ; pinyin : běi qū ; anglais : North District) est un district de la municipalité spéciale de Tainan.

## Histoire
Le district Nord est créé en 1945.

## Géographie
Le district couvre une superficie de 10,43 km2.
Il compte 131 980 habitants d'après le recensement de février 2019.